# 神经营养因子-3
神经营养因子-3（英文: Neurotrophin-3，NT-3）是一种由人类NTF3基因编码的蛋白质。该蛋白属于神经生长因子（NGF）家族，对于中枢神经系统和周围神经系统的特定神经元有调控活性；除此以外它可以支持已存活的神经细胞的生存和分化，并促进新产生的神经元的生长和分化。NT-3是第三种被人们所知的神经营养因子，前两种为神经生长因子（NGF）和脑源性神经营养因子（BDNF）。

## 功能
尽管绝大多数的哺乳动物神经元都是在胎儿期形成的，但大脑的一部分仍然保留了从神经干细胞分化出新神经元的能力，这个过程被称之为神经发生。神经营养因子是帮助刺激并调控这一过程的化学分子。
每个NT-3蛋白所能刺激的神经细胞数是不同的，考虑到它可以激活两种受体酪氨酸激酶作用的神经营养分子受体（TrkC和TrkB），详情见下面。
先天NT-3缺陷型的小鼠会丧失本体感受和部分对机械性刺激感受作用的感觉神经元。

## 作用机制
NT-3可以作用在下面三种细胞膜上的受体
- TrkC被称为“药理性”受体，因为它与NT-3最为亲和[10][11]
- NT-3也可以结合并通过与TrkC相关的受体TrkB
- NT-3也可以结合Trk受体旁边的II型细胞因子受体低亲和神经生长因子受体（LNGFR）

### 高亲和受体
TrkC是一种受体酪氨酸激酶，即它介导由于细胞上酪氨酸上添加小分子所产生的细胞信号传导反应。
正如之前提到的，有其他的Trk相关的受体如TrkA和TrkB。也有其他类似NT-3的神经营养分子如神经生长因子（NGF）、脑源性神经营养因子（BDNF）和神经营养分子4（NT-4）。
其中TrkB受体会可以接收BDNF、NT-4和NT-3的信号，TrkA受体则被NGF所结合并激活，而TrkC则只被NT-3激活。

### 低亲和受体
其他的NT-3受体，如LNGFR的作用相较而言较为模糊，一些研究者发现LNGFR与神经营养受体结合后可起到“水槽“的作用。
NT-3的晶体结构显示出NT-3会形成一个同源性二聚体，两个糖基化的p75 LNGFR分子对称地与二聚体结合。这个对称性的结合沿着NT-3的表面，最终在中心形成2：2的配体-受体簇。
同时表达LNGFR和Trk受体的细胞因此可能拥有更高的亲和力，因为在局部会有更高的神经营养分子浓度。
另外，研究表明，LNGFR可能也参与了细胞自噬，所以那些仅表达了LNGFR蛋白而不表达Trk受体的细胞在存在神经营养因子的条件下死亡。